# Mads La Cour

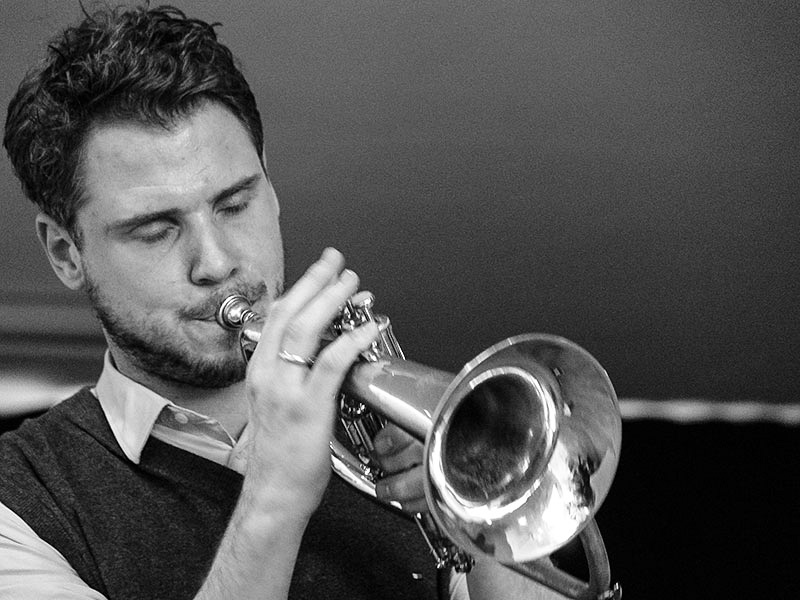
Mads La Cour (2013)

Mads La Cour Langelund (* 1980 in Svendborg als Mads Langelund) ist ein dänischer Jazzmusiker (Trompete, Flügelhorn, Kornett).

## Wirken
Langelund, der mit fünf Jahren mit dem Trompetenspiel begann, ist Absolvent des Musikkonservatoriums Fünen. Zunächst machte er sich lokal einen Namen in Bands wie QUARTz, Tads Ta Tour, Horn Amok und  Anders Mogensens Gifted Youth. 2006 spielte er bei Helle Hansen & Tiptoe Bigband. Seit 2006 ist er Mitglied der Danish Radio Big Band, mit der u. a. an Aufnahmen mit Charlie Watts oder Curtis Stigers beteiligt war. Mit eigenen Gruppen hat er seit 2008 mehrere Alben veröffentlicht. Ferner gehörte er zu The Pulse; mit dieser Band legete er 2009 ein gleichnamiges Album vor. Als Studiomusiker ist er auf dem Alben Continents von The Eclectic Moniker zu hören.
Im Jahr 2007 wurde er als Jazzmusiker des Jahres von Fünen ausgezeichnet; im selben Jahr gewann er den P2 Jazz Prisen von Danmarks Radio.

## Diskographische Hinweise

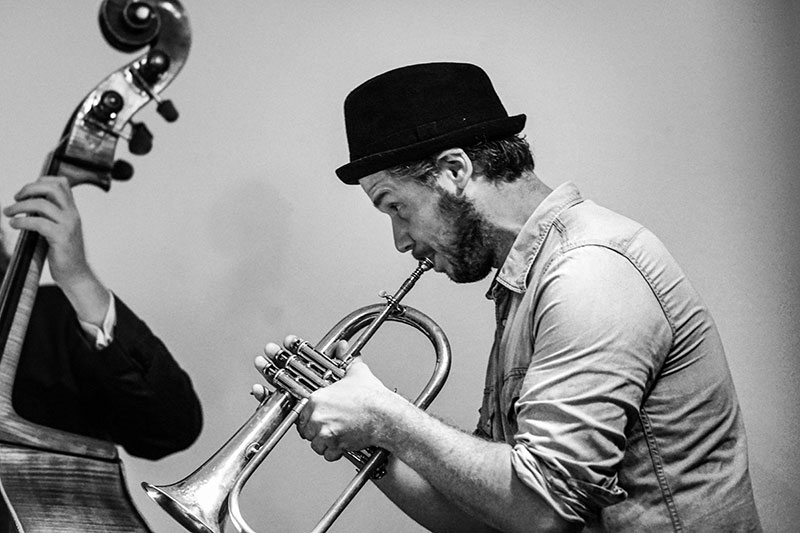
Mads La Cour
Aarhus Dänemark 2018

- À La Cour (Stunt Records 2008), mit Philipp Gropper, Håvard Wiik, Andreas Lang, Kresten Osgood bzw. Kasper Tom Christiansen
- Mads La Cour & Im Beruf Grandpa Left You Nothing (Stunt Records 2010)
- Mads la Cour’s Almugi Quartet (WhyPlayJazz 2015), mit Lars Greve, Andreas Lang, Kasper Tom Christiansen
- Mads la Cour’s Almugi Duo (WhyPlayJazz 2015), mit Anders Mogensen
- Mads la Cour’s Almugi Large Ensemble (WhyPlayJazz 2015), mit Steen Hansen, Peter Fuglsang, Peter Hellesø, Kaspar Vadsholt, Erik Svendsen Laustsen, Hal Parfitt Murray, Andreas Tophøj